# 소비에트 궁전
소비에트 궁전(러시아어: Дворец Советов, Dvorets Sovetov)은 1930년대 말에서 1940년대 초 소련 모스크바에서 취소된 초고층 건물이다. 지상 100층, 495m로 추진하던 건물로 본래 구세주 그리스도 대성당이 있던 자리를 1931년 폭파철거한 뒤, 건설하려 했으나 1939년 2차 세계대전으로 폭격을 맞아 공사가 중단되었고, 이후 끝내 공사를 다시 시작하지 못했다. 1991년 소련이 해체된 후 해당 자리에는 철거되었던 구세주 그리스도 대성당이 재건되었다.

## 건설 계획
소비에트 궁전의 건설은 1922년 12월 소비에트 대회에서 최초로 언급되었다. 당시 회의의 의장이었던 세르게이 키로프는 이렇게 주장하며 건물 건설을 제안한다.
| “ | 궁전은, 지주와 자본가, 차르만이 사용하던 곳이었습니다. 제가 제안하는 팰리스 오브 소비에트는 유럽 프롤레타리아 혁명을 일으키기 위한 큰 지표가 될 것입니다! | ” |
|   | — 세르게이 키로프, 1922년 |   |

그리고 2년 뒤인 1924년, 소련의 초대 공산당 서기장인 블라디미르 레닌이 사망하고 그의 묘를 건설하게 되면서, 전국 각지에서 레닌 기념비 건설이 추진되었고, 이 무렵 VKhUTEMAS의 대학원생이던 빅토르 발리클린이 새로운 추가 제안을 하게 된다.
| “ | 코민테른 궁전 꼭대기에 레닌의 동상을 지어 실루엣을 띄웁시다. 설치된 아크등은 인민이 있는 어디서든지 볼 수 있을 겁니다. | ” |
|   | — 빅토르 발리클린, 1924년                                                                                              |   |

그의 제안은 본격적으로 팰리스 오브 소비에트의 건설에 반영되었다.

## 성당의 철거와 건설

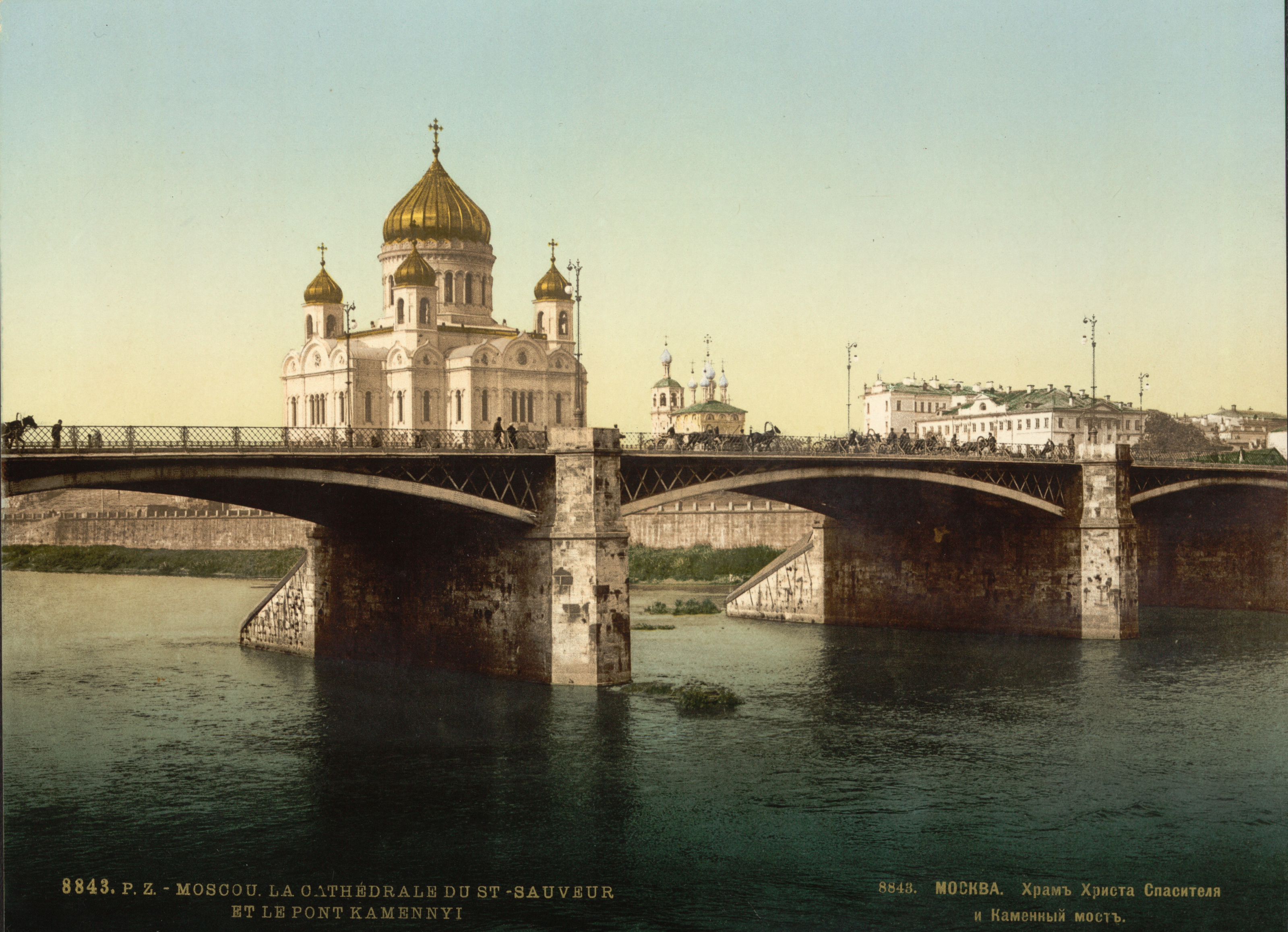
러시아제국 시절의 구세주 그리스도 대성당

이로부터 6년 뒤인 1931년 2월, 소련 공산당은 소비에트 궁전의 설계 공모전을 개최했고, 15개의 도안이 제출되어 그 해 5월 완료되었으나, 최종 결론작은 없었다. 그리고 이 해 6월 2일, 스탈린은 모스크바에 위치한 구세주 그리스도 대성당을 철거하고 그 자리에 건설하기로 계획했고, 7월 16일 최종 결정이 내려졌으며, 얼마 뒤인 8월 18일부터 대성당을 철거하기 시작했다. 그리고 그 해 12월 5일 두 차례에 이은 폭파로 최종적으로 대성당은 철거되었다.

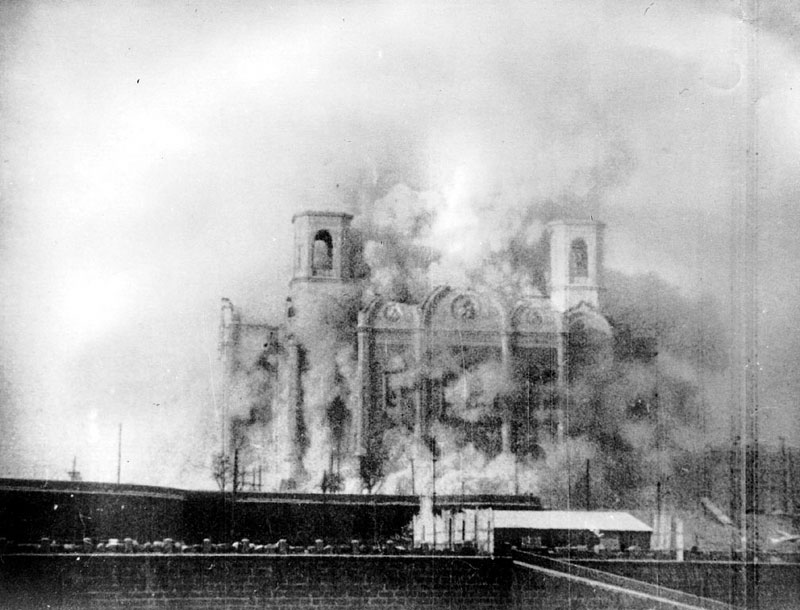
대성당의 폭파 철거

## 디자인 선정
대성당을 철거한 뒤, 스탈린은 다시 디자인 공모전을 개최한다. 1931년 7월 18일 종료된 두 번째 공모전에서는 총 272개의 도안이 제출되었으며, 이 중에는 미국의 건축 디자이너 앨버트 칸도 참여하였다. 하지만 최종적으로는 이 공모작들 중에서 꼽은 것이 아닌, 영국의 28세 디자이너 한 명과 보리스 로판과 이반 졸토브스키에게 디자인을 맡겼다. 1932년에 이어서는 이 빌딩이 세계적으로 알려지기 시작했는데, 특히 이 건물이 완공된다면, 이미 전 해에 완공되었던 미국 뉴욕 시의 엠파이어 스테이트 빌딩의 381m 높이를 꺾고 세계 최고층 빌딩이 된다는 것 때문에 큰 화제가 되었으나, <타임> 지는 이렇게 비판하고 나섰다.
| “ | 팰리스 오브 소비에트는 독재자 스탈린이 고안한 하나의 감옥이다. | ” |
|   | — <타임> 지, 1932년                                            |   |

## 건설 시작

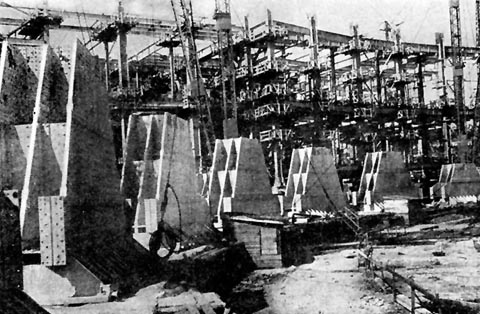
1940년 건설 모습

컨소시엄이 최종 구성된건 1939년이다. 건설업자들은 20m (66 피트) 강철 말뚝을 박고 터파기 공사를 시작했으며, 철거된 구세주 그리스도 대성당의 기초 구조를 근처로 옮겼다. 그리고 해당 컨소시엄은 메인 홀 열을 적재하는 동심 수직 고리와 오목 콘크리트 슬래브를 이용하여 본격적인 공사를 시작하여 1941년 6월까지 기초공사가 진행되었으나, 2차 세계대전이 발발하면서 건설 자재로 사용되던 강철 프레임은 1941년과 1942년에 떼어 내어 모스크바의 방어 요새 및 철도 교량에 사용되었다. 이후 공사는 다시 재개되지 않았으며, 1958년까지 건물 구조물은 대체로 잘 버티고 있었다.
한편, 전쟁기간 동안 디자인 팀은 건물 내부에 대한 디자인을 구상하였는데, 전쟁이 끝난 뒤 로판은 '개념의 또 다른 반복, 승리의 테마를 통합하는' 추가 디자인을 발표하려 했으나 정작 이 도안이 소실되었고, 이반 역시 전쟁 중 사망하는 바람에, 공사가 재개되지 못했다. 하지만 마치 팰리스가 존재하는 것처럼 전후 건축가들이 팰리스의 스카이 라인에 모든 주요 프로젝트를 참조하고, 자신의 타워를 디자인했다. 예로서, 1947년의 모스크바 마천루 배치도는 팰리스를 중심으로 한다.

## 전후 소비에트 궁전 자리의 이용 및 흔적

### 소비에트 궁전의 흔적
강철은 1930년대에 지어진 모스크바의 다리와 모스크바 운하 구조에 사용되었다. 근처에 위치한 지하철역은 1935년 '팰리스 오브 소비에트'역이라 이름붙었으나 1957년 크로포츠킨스카야(Kropotkinskaya)역으로 이름이 바뀌었다. 1934년 초안이 발표되었을 때, 이 빌딩은 알렉산더 데이네크에 의해 선전 사진에 등장하여, 소련 예술의 상징이 되었다. 완공은 되지 않았지만 이 빌딩을 애니메이션 선전 영화에 삽입한 건데, 지어지기 전의 건물 이미지는 1937년 노스 리버 터미널 등을 실제 건물에 복사했다.

### 1950-60년대 부지의 개발

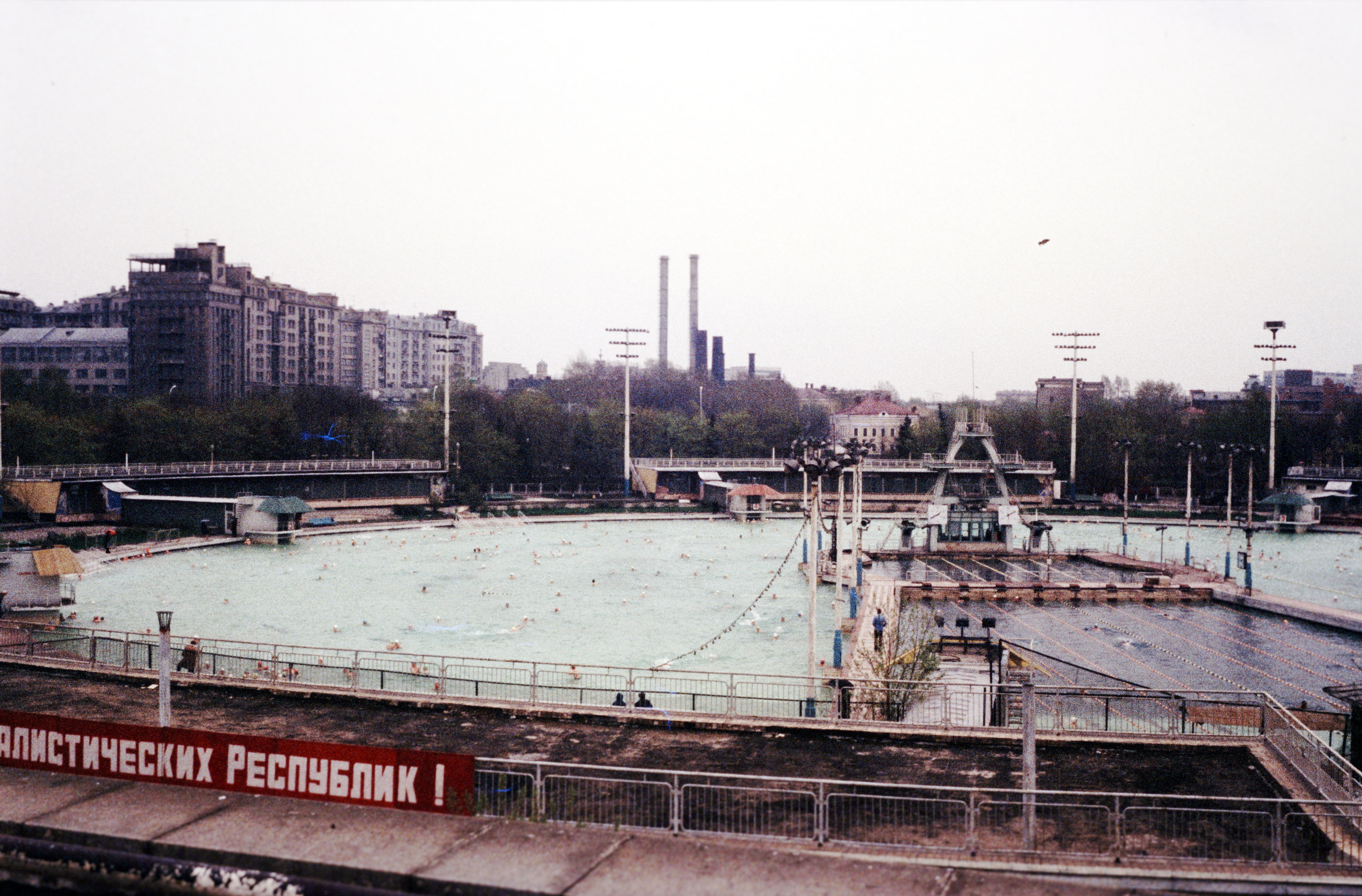

1958년부터 1960년 사이, 개발 부지는 완전히 다시 철거되었고, 모스크바 수영장이 개장하였다. 이후 1970년대 들어서 박물관 건설이 논의되었으나, 1991년 소련이 해체된 이후 러시아 정부는 구세주 그리스도 대성당을 재건하기로 결정하고, 1995년부터 2000년 사이에 재건되었다.

## 같이 보기
- 마천루 목록
- 100층 이상의 마천루 목록
- 메트로폴리탄 생명보험 북부타워 (비슷한 시기 미국에서 건설하다 취소된 100층 건물)